# Tour la Reine
Tour la Reine (grec moderne : Πύργος Βασιλίσσης / Pyrgos Vasilissis) est un petit palais de style néogothique bâti pour la reine Amélie de Grèce au nord d'Athènes, tout près de l'ancienne municipalité d'Áno Liósia. S'étendant à l'origine sur plus de 200 hectares, il n'en forme plus aujourd'hui que 25. Tour la Reine appartient à la famille Serpiéris depuis le début du XXe siècle.

## Histoire du domaine
À l'époque ottomane, le domaine qui entoure aujourd'hui Tour la Reine appartenait à des propriétaires turcs. Confisqué durant la guerre d'indépendance, il est racheté par des Grecs puis par deux Britanniques, John Williams et George Myles. Ces derniers y plantent des arbres fruitiers et des vignes ainsi qu'une ferme moderne.
Le roi Othon Ier rachète le domaine au début des années 1850 et il y fait construire un petit palais sur les ruines d'une ancienne tour. La nouvelle résidence royale est finalement inaugurée le 13 août 1854, à l'occasion de l'anniversaire du roi Louis Ier de Bavière, père d'Othon. Dans les années suivantes, la reine Amélie se rend régulièrement dans son domaine à l'occasion de ses promenades à cheval. Son mari démontre par contre peu d'enthousiasme pour sa résidence secondaire.
En 1857, Amélie décide de créer une colline artificielle sur son domaine afin de compléter les six collines naturelles que celui-ci compte déjà. Très patriote, la souveraine désire ainsi rappeler les sept collines de Constantinople, ville que les Grecs considèrent comme leur capitale historique. C'est d'ailleurs en l'honneur de cette cité qu'elle baptise son domaine Eptalofos (qui signifie en grec « sept collines »).
Après la déposition du couple royal en 1862, le palais est confisqué par l'État grec, avant d'être rendu par le roi Georges Ier à ses propriétaires, exilés en Bavière. Après la mort d'Amélie (1875), Tour la Reine est rachetée par le baron Sinas puis par l'homme d'affaires Geórgios Pachýs (el) (1878), avant de passer au gendre de celui-ci, Fernándos Serpiéris (el). Le palais appartient toujours à leurs descendants aujourd'hui.
Dans l'Entre-deux-guerres, le domaine entourant Tour la Reine est réduit à 25 hectares après le vote d'une loi interdisant l'existence, en Grèce, de grands domaines fonciers. La majeure partie des terres nationalisées forme aujourd'hui le parc Antonis-Tristis.

## Architecture
Construite dans le style néo-gothique, l'architecture de Tour la reine s'inspire du château bavarois de Hohenschwangau.

## Vignoble
Le domaine entourant le palais produit un vin baptisé « Tour la Reine » (en français).